# Sambation Flumina
I Sambation Flumina sono una struttura geologica della superficie di Titano.